# Pluralisme (philosophie)
Pour les articles homonymes, voir Pluralisme.
Pluralisme est un terme employé en philosophie pour signifier « doctrine de la multiplicité », souvent employé par opposition au monisme (« doctrine de l'unité ») et au dualisme (« doctrine de la dualité »). Le terme a différentes significations en métaphysique, ontologie et épistémologie.
En métaphysique, le pluralisme est une doctrine selon laquelle il existe plus d'une réalité, tandis que le réalisme pose qu'il n'y en a qu'une qui peut avoir une ontologie objective unique. Sous une certaine forme, c'est une doctrine qui avance que de nombreuses substances existent, en opposition avec le monisme qui tient que l'existence est une substance unique, souvent soit la matière (matérialisme) ou l'esprit (idéalisme), et le dualisme qui croit que deux substances, telles que matière et l'esprit, sont nécessaires.
Dans l'ontologie, le pluralisme se réfère à différentes façons, types ou modes d'être. Un thème du pluralisme ontologique est par exemple la comparaison des modes d'existence des choses comme « homme » et « voiture » avec des choses comme « nombres » et autres concepts tels qu'ils sont utilisés dans la science.
En épistémologie, le pluralisme est la position affirmant qu'il n'y a pas qu'un seul, mais beaucoup de moyens cohérent d'approcher des vérités relatives au monde. Souvent, cette position est associée au relativisme culturel, au pragmatisme, ou conceptuel ou contextuel.

## Pluralisme métaphysique
En philosophie, le pluralisme métaphysique est la multiplicité des modèles métaphysiques de la structure et du contenu de la réalité, à la fois comme elle apparaît et comme la logique dicte qu'elle pourrait être, comme le montrent les quatre modèles connexes de La République de Platon et tel que développé dans le contraste entre le phénoménisme et le physicalisme. Le pluralisme est contraire au concept du monisme en métaphysique tandis que le dualisme en est une forme limitée, un pluralisme d'exactement deux modèles, structures, éléments ou concepts. Une distinction est faite entre l'identification métaphysique des domaines de la réalité et les sous-domaines plus restreints du pluralisme ontologique (qui examine ce qui existe dans chacun de ces domaines) et le pluralisme épistémologique (qui traite de la méthode d'établissement des connaissances relatives à ces domaines).

### Pluralisme ancien
En Grèce, Empédocle a écrit qu'il y avait le feu, l'air, l'eau et la terre bien qu'il ait employé le mot « racine » plutôt qu'« élément » (στοιχεῖον; stoicheion), qui sont apparus plus tard chez Platon. À partir de l'association (φιλία; philia) et de la séparation (νεῖκος; neikos) de ces éléments-racines indestructibles et immuables, toutes les choses sont apparues dans une plénitude (πλήρωμα; plérôme) de rapport (λόγος; logos) et proportion (ἀνάλογος; analogos).
Aristote a incorporé ces éléments mais son pluralisme de substance n'était pas matériel par essence. Sa théorie hylémorphique lui permet de maintenir un ensemble réduit d'éléments matériels de base, comme le font les Milésiens, tout en rendant compte du flux en constante évolution d'Héraclite et de l'unité immuable de Parménide. Dans sa Physique, en raison des paradoxes que soulève Zénon à propos de la continuité, et des nécessités logiques et empiriques d'une science naturelle, présente de nombreux arguments contre l'atomisme de Leucippe et Démocrite qui posent une dualité fondamentale du « vide » d'une part, et des « atomes » d'autre part, en fait un pluralisme. Les atomes sont une variété infinie d'« irréductibles » de toutes formes et tailles, qui se heurtent au hasard et s'accrochent réciproquement dans le vide, fournissant ainsi une explication réductrice de « figure, ordre et position » variables comme agrégats d'atomes immuables.

## Pluralisme ontologique
Le pluralisme ontologique discute des différentes manières, sortes et modes d'être.
En philosophie analytique contemporaine, à la suite notamment des travaux de Kris McDaniel, Jason Turner parle de pluralisme ontologique en considérant qu'« en termes contemporains, il s'agit de la doctrine qui veut qu'une description logiquement claire de la réalité utilisera de multiples quantificateurs, description qui ne peut être considérée comme recouvrant un seul domaine du discours ». « Il y a des nombres, des personnages fictifs, des choses impossibles et des trous. Mais nous ne pensons pas que ces choses existant toutes au même sens que les voitures et les êtres humains ».
Il est commun de se référer à un film, un roman ou un récit ou autre narration fictive ou virtuelle comme n'étant pas « réels ». Ainsi, les personnages du film ou d'un roman ne sont pas réels alors que le « monde réel » est le monde quotidien dans lequel nous vivons. Cependant, certains auteurs peuvent faire valoir que la fiction informe notre concept de la réalité et possède donc une « certaine » sorte de réalité,.
La notion de jeu de langage de Ludwig Wittgenstein fait valoir qu'il n'y a pas d'ontologie fondamentale, globale et unique mais seulement une mosaïque de chevauchement d'ontologies interconnectées menant inéluctablement de l'une à l'autre. Wittgenstein discute par exemple du « nombre » comme vocabulaire technique et plus généralement :

« Très bien : le concept de « nombre » est défini pour vous comme la somme logique de ces concepts individuels interdépendants que sont nombres cardinaux, nombres rationnels, nombres réels etc. ... - il ne doit pas en être ainsi. Car je « peux « donner » au concept « nombre » des limites rigides de cette façon, c'est-à-dire utiliser le mot « nombre » pour un concept rigidement limité mais je peux aussi l'utiliser de telle façon que l'extension de la notion ne soit « pas » fermée par une frontière. ... Pouvez-vous donner la frontière? Non, vous ne pouvez en « dessiner » une ... »

— Ludwig Wittgenstein, extrait du §68 des Investigations philosophiques

Wittgenstein suggère qu'il est impossible d'identifier un seul concept sous-jacent à toutes les versions de « nombre » mais qu'il existe beaucoup de significations interconnectées qui transitent des unes aux autres ; le vocabulaire ne doit pas être limité à des significations techniques pour être utile et en fait les significations techniques ne sont « exactes » que dans un certain contexte prescrit :
Eklund explique la conception de Wittgenstein incluse comme cas particulier les « formes de langage » techniquement construites et largement autonomes  ou « cadres linguistiques » de Carnap et du pluralisme ontologique carnapien. Il place le pluralisme ontologique de Carnap dans le contexte d'autres philosophes tels qu'Eli Hirsch et Hilary Putnam.

## Pluralisme épistémologique
Le pluralisme épistémologique est un terme utilisé en philosophie et dans d'autres domaines d'étude pour faire référence à différentes façons de connaître les choses, différentes méthodologies épistémologiques en vue d'obtenir une description complète d'un domaine particulier. En philosophie des sciences, le pluralisme épistémologique est apparu en opposition au réductionnisme pour exprimer le point de vue contraire qu'au moins certains phénomènes naturels ne peuvent pas être entièrement expliqués par une théorie unique ou entièrement étudiés en utilisant une approche unique,.